# Citocalasina D
La citocalasina D es un metabolito de origen fúngico capaz, como todas las citocalasinas, de unirse a filamentos de actina y, por ello, impedir su polimerización y elongación. Por ello, repercuten en la morfología celular e inhiben procesos celulares como la división celular, lo que deviene en algunos casos a su apoptosis (Haidle and Myers, 2004) Además, la citocalasina D inhibe la síntesis de proteínas (Ornelles et al., 1986).
La citocalasina D impide la polimerización de filamentos de actina.